# Ахмат (герб)
Ахмат (пол. Achmat) — польский шляхетский герб татарского происхождения.

## Описание
В поле лазоревом стрела золотая с раздвоенным ушком острием вниз, над скалой о трёх вершинах. В навершии шлема золотой полумесяц рогами вверх.

## История
Герб Ахмат внесен в Часть 1 Гербовника дворянских родов Царства Польского, стр. 36.

## Используют
Ахматовичи, из Татар в Великом Княжестве Литовском оседлых и разными привилегиями причисленных в сословие дворянства. Происходят от Ротмистра Королевских войск Мустафы Ахматовича, который в 1751 году владел имением Вака, иначе Войдаги называемыми в Виленском Воеводстве.